# Afriberina punctata
Afriberina punctata är en fjärilsart som beskrevs av Fernandez 1943. Afriberina punctata ingår i släktet Afriberina och familjen mätare. Inga underarter finns listade i Catalogue of Life.